# Unió Esportiva Miapuesta Vilajuïga
La Unió Esportiva Miapuesta Vilajuïga fou un club de futbol del municipi de Vilajuïga.

## Història
Tot i que, legalment, el club, nascut amb el nom de UE Miapuesta Castelldefels, fou la continuació de la històrica Unió Esportiva Figueres, ja que el naixement del nou club es tractà d'un canvi de nom i ubicació i no pas d'una desaparició o refundació, a efectes pràctics el club aparegué a la vida futbolística catalana l'any 2007 de la mà de l'empresari Enric Flix. El nou club debutà a la Segona Divisió B de la lliga espanyola de futbol ocupant la plaça de la Unió.
Amb la intenció d'apropar el club a l'altra entitat de la ciutat, la Unió Esportiva Castelldefels, el Miapuesta adoptà els mateixos colors (groc i blau), un escut molt similar i el mateix estadi que aquest històric club del Baix Llobregat. Malgrat això, es tracta de dos clubs diferents.
En finalitzar la temporada 2007-08 en 17a posició, el club perdé la categoria i baixà a Tercera Divisió.
El juny del 2008 la societat decidí traslladar-se de nou de ciutat i adoptar un nou nom. Així, el club esdevingué Unió Esportiva Miapuesta Vilajuïga, passant a jugar a la vila de Vilajuïga, a pocs quilòmetres de la ciutat de Figueres.
L'any 2009 el club desaparegué. En el seu lloc, al municipi de Vilajuïga nasqué el mateix any el Vilajuïga CF.

## Temporades
El club va militar 1 vegada a Segona Divisió B i 1 temporada a Tercera Divisió.
- 2007-08: 2a Divisió B 17è
- 2008-09: Tercera Divisió 19è

Per a les temporades anteriors al 2007-08 vegeu Unió Esportiva Figueres.